# Tetragnatha delumbis
Tetragnatha delumbis este o specie de păianjeni din genul Tetragnatha, familia Tetragnathidae, descrisă de Thorell, 1891.
Este endemică în Nicobar Is.. Conform Catalogue of Life specia Tetragnatha delumbis nu are subspecii cunoscute.